# 洋蓟喷泉
洋蓟喷泉（Fontana del Carciofo）是意大利那不勒斯市中心的一个大型喷泉，位于的里雅斯特与特伦托广场，毗邻平民表决广场。在1950年代，曾有计划将描绘西班牙国王的橄榄山喷泉迁来此处。但是美术高级理事会的反对，于是在1956年在此设立蔬菜雕塑的现代喷泉来代替。广场上有冈布里努斯咖啡馆（Caffe Gambrinus），和圣斐迪南堂。

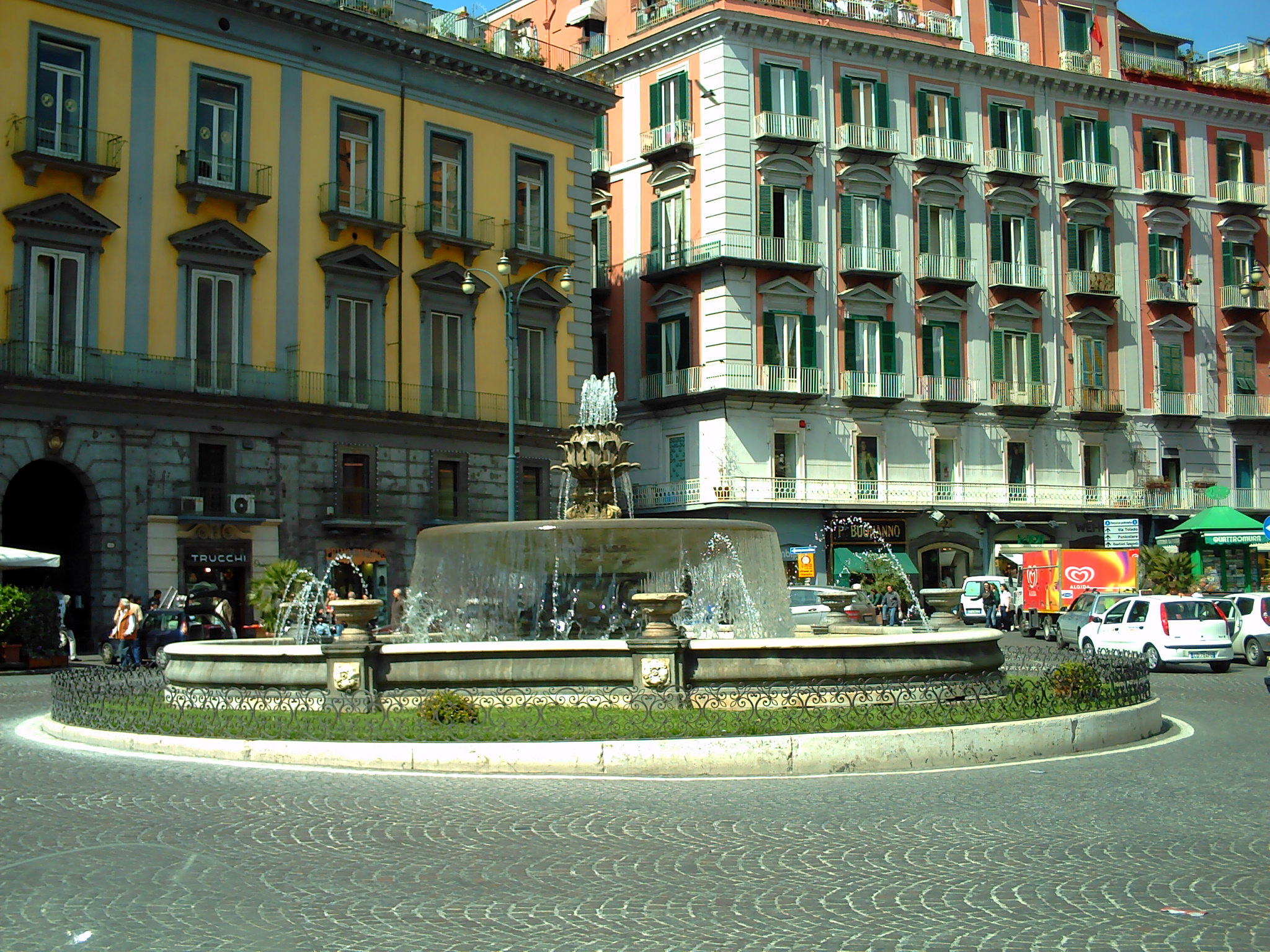
洋蓟喷泉

40°30′05″N 14°08′44″E / 40.501300°N 14.145530°E